# Hippodroom

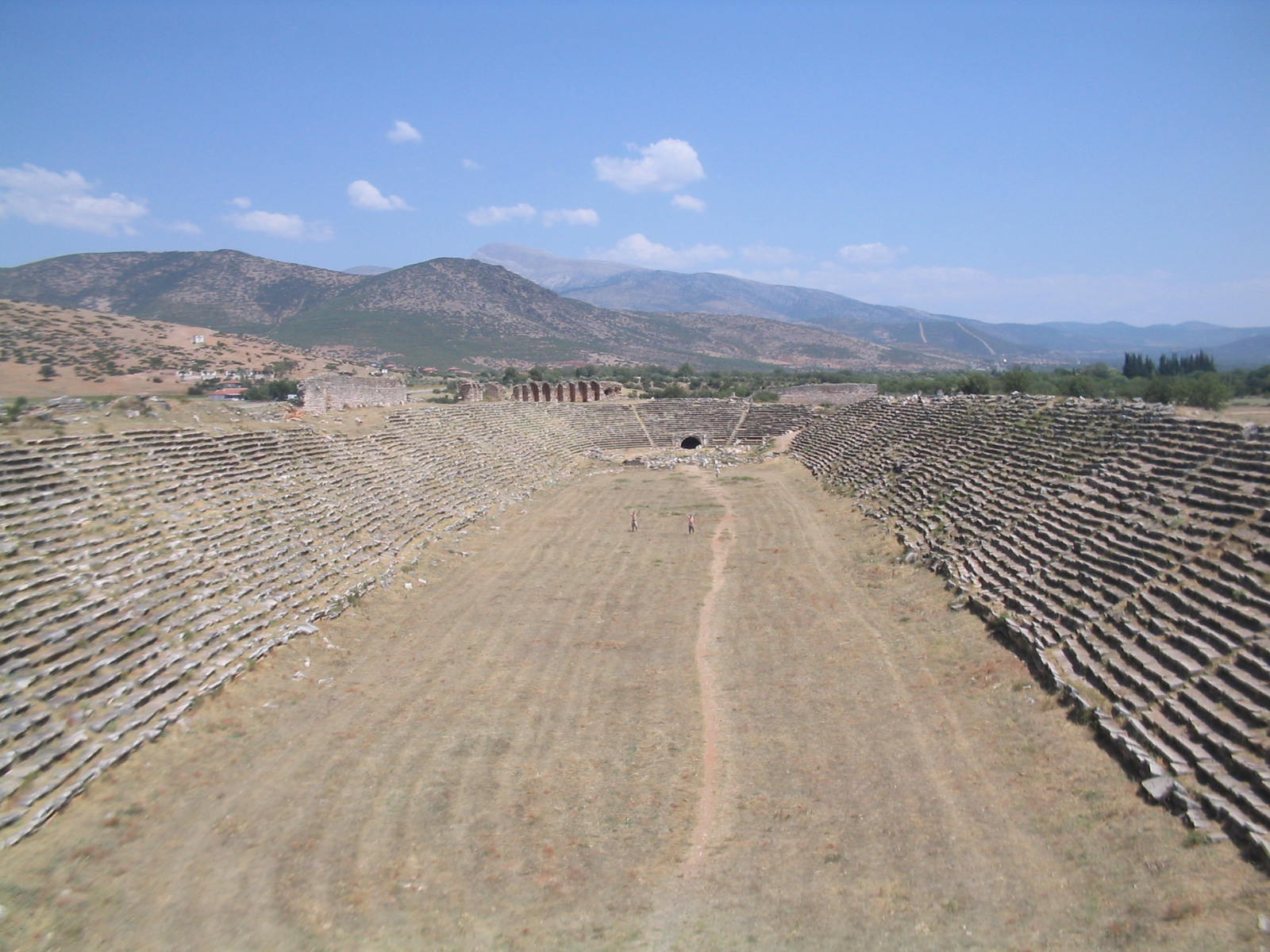
Het antieke hippodroom van Aphrodisias is een van de weinige voorbeelden die over de volledige lengte bewaard is gebleven.

Een hippodroom is een paardenrenbaan. Het Oudgriekse woord hippódromos (ἱππόδρομος) is afgeleid van híppos (ἵππος): 'paard' en drómos (δρόμος): 'renbaan'.

## Hippodromen bij de oude Grieken
Paardensport behoorde van oudsher tot de sportonderdelen van de spelen in het oude Griekenland. De wagenrace maakte bijvoorbeeld deel uit van de lijkspelen ter ere van Patroklos die Homerus beschreef in het 23e boek van zijn Ilias. Sinds de invoering van paardenrennen met quadrigas bij de Olympische Spelen in de 25e Olympiade (680 v.Chr.) vormde dit onderdeel het hoogtepunt. Hippodromen worden vermeld in alle steden waar spelen werden georganiseerd zoals: Olympia, Delphi, Nemea, op de Isthmos, Athene, Mantinea, Delos, Sparta, Thebe, Alexandrië. 

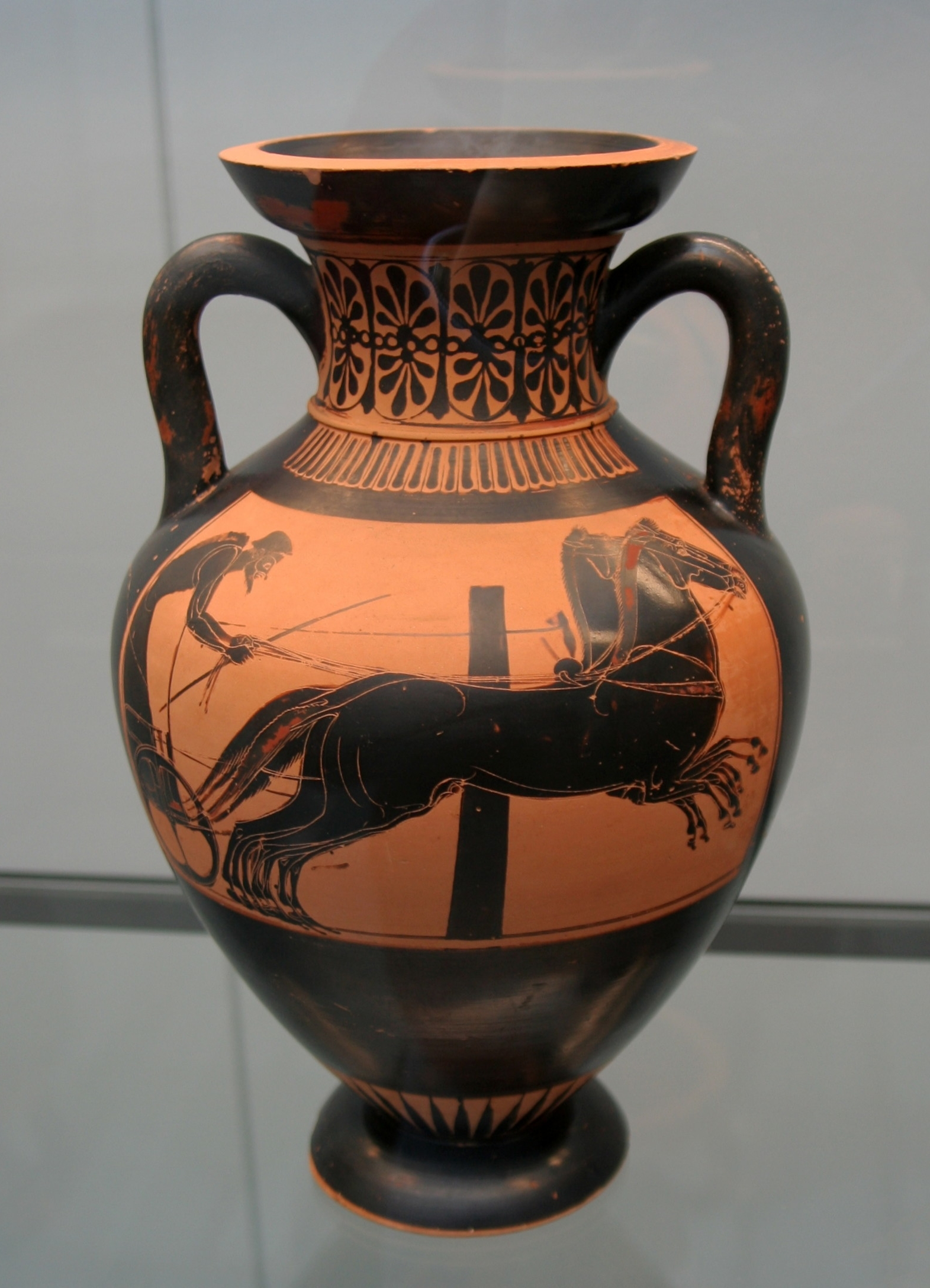
Panathenaeïsche amfora met afbeelding van vierspan dat de keerpaal passeert, ca. 500 v.Chr.

De renbanen zijn vrij onbekend, wat vooral komt doordat ze eenvoudig waren ingericht. Zo was de hippodroom op Delos een eenvoudig grasveld dat buiten de spelen verhuurd werd. Een hippodroom had twee keerpalen (Grieks: termai, Latijn: metae) waar een aantal rondes omheen gelopen moesten worden. De afstand tussen de keerpalen bedroeg in Nemea twee stadia (ca. 380 m.), in Olympia misschien drie stadia (ca. 570 m.). Voor de aanwezigheid van een spina (verbindende wal tussen de keerpalen) zoals in de Romeinse circussen, zijn geen aanwijzingen. De renbaan zelf had een elliptische vorm rondom de keerpalen. Langs de lange kant van de baan waren zitplaatsen voor juryleden en magistraten. 

## De hippodroom van Olympia
De hippodroom van Olympia is niet bewaard gebleven, maar lag waarschijnlijk ten zuiden van het stadion op een plaats waarheen de rivier de Alpheüs later zijn bedding heeft verlegd. Door de beschrijving die Pausanias (VI, 20, 10-19) ervan maakte is hij toch goed bekend. De ene lange zijde lag langs een heuvel, langs de andere was een aarden wal opgeworpen. De meeste ruimte besteedt Pausanias aan het beschrijven van de startblokken die waren ontworpen door de architect Kleoitas en vanaf de 3e eeuw v.Chr. in gebruik waren. Dit bouwwerk leek op de boeg van een schip, met de punt naar de renbaan. Aan beide zijden waren startboxen die volgens het lot aan de wagens werden toegewezen. De wagens uit de achterste boxen startten als eerste nadat via een mechanisme het touw dat voor de box was gespannen neerviel. Zodra zij op gelijke hoogte met de box voor hen waren viel ook daar het touw, en zo verder tot alle wagens gestart waren. Ook maakt Pausanias melding van de Taraxippos, een rond altaar langs de baan waarvan de paarden schrokken.
Een team van Duitse wetenschappers maakte na onderzoek in april-mei 2008 bekend door middel van geomagnetische en georadar techniek de hippodroom van Olympia te hebben gelokaliseerd. Zij vonden op een diepte van ongeveer twee meter onder het huidige maaiveld een rechtlijnige structuur van bijna tweehonderd meter bestaande uit greppels, muren en aardverplaatsingen die parallel lopen aan het stadion, en een ronde stenen structuur met een diameter van ongeveer tien meter op de plaats waar zich de noordelijke ingang van de hippodroom moet hebben bevonden.

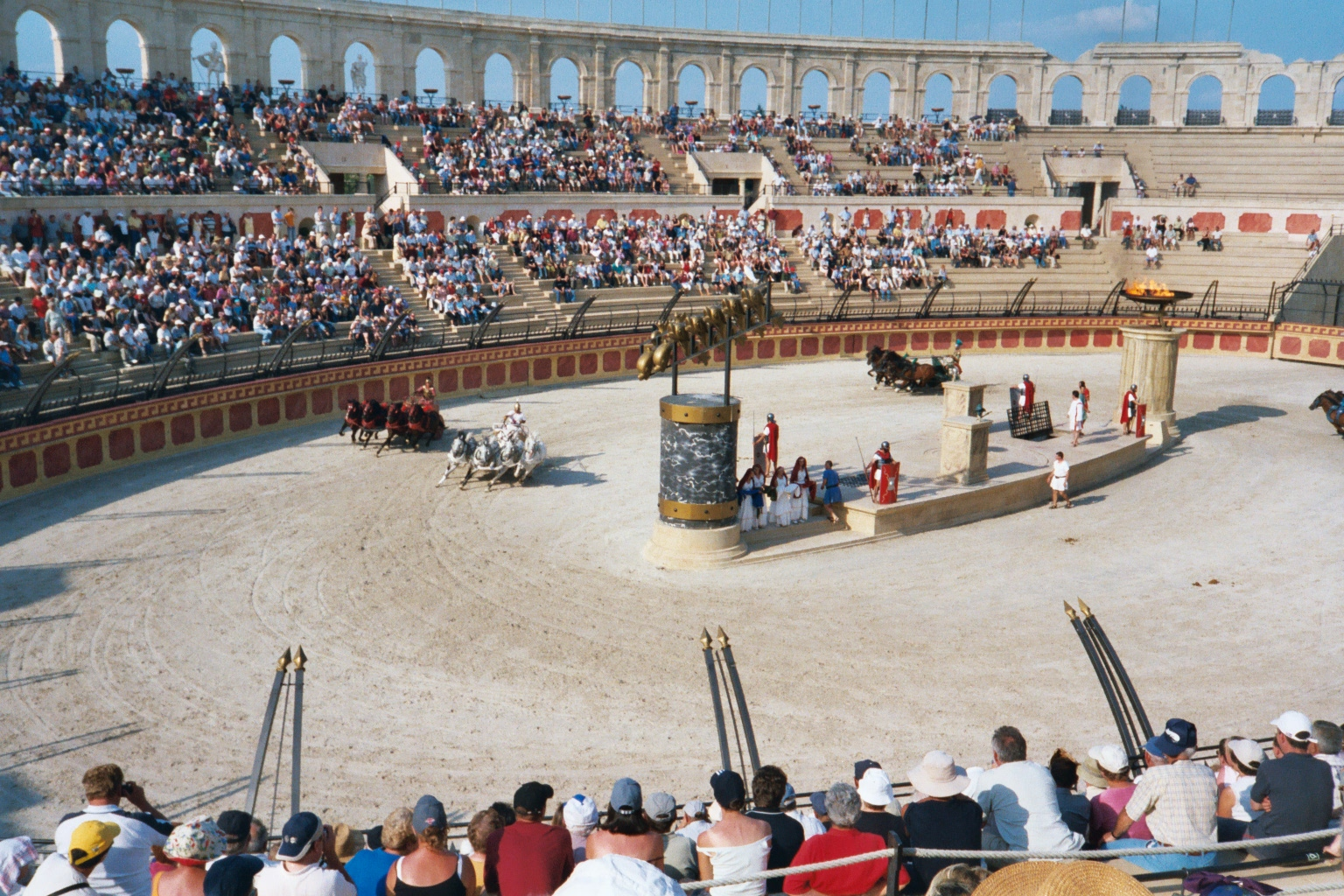
Hippodroom in het themapark Puy du Fou in Vendée

## Hippodroom in de Romeinse tijd
De Romeinen hadden voor paardenraces het circus, dat in tegenstelling tot het Griekse hippodroom echt een afgesloten bouwwerk was. Soms wordt hier ook wel de naam hippodroom voor gebruikt zoals in het geval van de Hippodroom van Constantinopel of de hippodroom van Jerash uit de tijd van keizer Hadrianus. Het woord hippodromus gebruikten de Romeinen voor een soort park in de ellipsvorm van een renbaan met bomen, bloembedden, waterbassins en dergelijke, zoals beschreven door Plinius de Jongere (Brieven V, 6, 32-40). De Hippodroom van Domitianus op de Palatijn in Rome was hier een voorbeeld van.

## Hippodromen in de moderne tijd

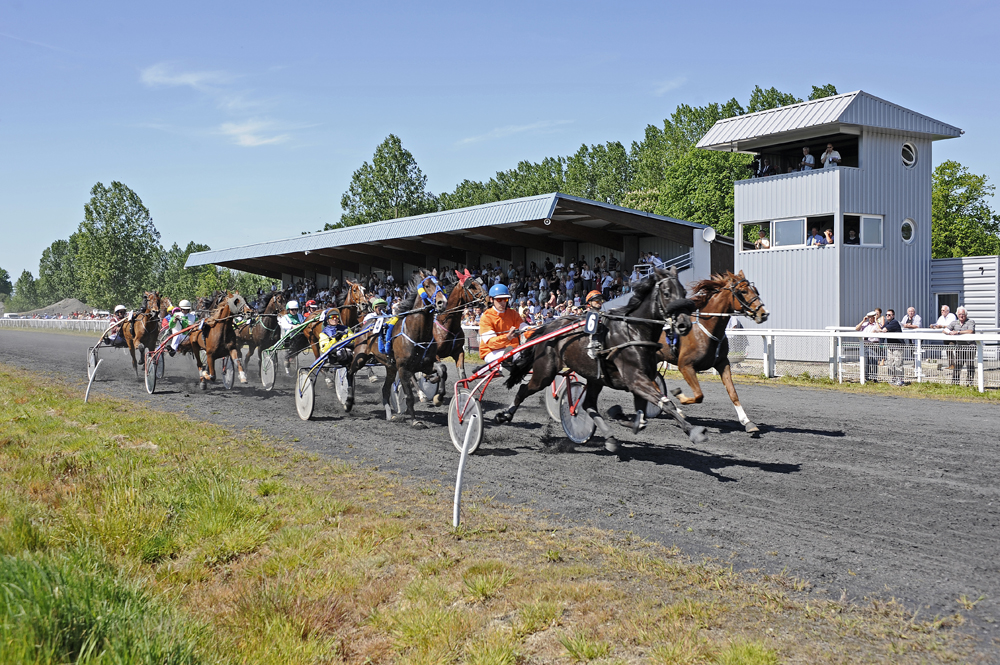
Hippodroom van Gournay

Tegenwoordig wordt het woord hippodroom soms nog gebruikt om een paardenrenbaan aan te duiden, zoals de Wellingtonrenbaan in Oostende, de hippodroom in Waregem, de renbaan van Ascot in Engeland of die van Duindigt bij Wassenaar.